# Platysenta pyrosticta
Platysenta pyrosticta là một loài bướm đêm trong họ Noctuidae.